# C'est magnifique ! (film)
Pour les articles homonymes, voir C'est magnifique.
Pour plus de détails, voir Fiche technique et Distribution.
C'est magnifique ! est un film français réalisé par Clovis Cornillac et sorti en 2021.
Il est présenté en avant-première au festival du film francophone d'Angoulême 2021 avant sa sortie dans les salles françaises l'année suivante.

## Synopsis
Pierre Feuillebois (Clovis Cornillac) a la quarantaine. Ce passionné d'abeilles et hibiscus a toujours vécu « coupé du monde », protégé par ses parents. Après le décès de ces derniers, il se rend compte que ce n'étaient pas ses parents biologiques et qu'il n'existe pas au regard de la loi. En quête de réponse sur ses origines, il rencontre la belle Anna Lorenzi (Alice Pol). Celle-ci est séduite et touchée par cet homme atypique. C'est alors que Pierre commence à perdre ses couleurs et devient successivement jaunâtre, noir et blanc, et invisible.

## Fiche technique
- Titre original : C'est magnifique !
- Réalisation : Clovis Cornillac
- Scénario : Lilou Fogli, Tristan Schulmann et Clovis Cornillac
- Musique : Guillaume Roussel
- Photographie : Thierry Pouget
- Son : Dominique Lacour, Nicolas Dambroise, Cyril Holtz
- Décors : Sébastian Birchler
- Costumes : Marie-Laure Lasson
- Montage : Reynald Bertrand
- Production : Pierre Forette et Thierry Wong
  - Production associée : Baptiste Deville
- Société de production : Cine Nomine
- Sociétés de distribution : Orange Studio Distribution / UGC Distribution
- Pays de production :  France
- Langue originale : français
- Format : couleur — 1,85:1 — son 5.1
- Genre : comédie dramatique, fantastique, romantique
- Durée : 98 minutes
- Dates de sortie : 
  - France : 27 août 2021 (Festival du film francophone d'Angoulême)[1] ; 1er juin 2022 (sortie nationale)
  - Belgique, Suisse romande : 1er juin 2022
  - Québec : 26 août 2022

## Distribution
- Clovis Cornillac : Pierre Feuillebois
- Alice Pol : Anna Lorenzi
- Manon Lemoine : Lise Lorenzi
- Myriam Boyer : Félicie Fontaine
- Gilles Privat : Daria
- Alexandra Roth : Leslie
- Lilou Fogli : Nathalie Rocher
- Laurent Bateau : Marc Rocher
- Anne Benoît : Héloïse Fontaine
- André Penvern : Raymond
- Boris Terral : Guillaume, l'infirmier de l'EHPAD
- Roger Cornillac : le patron du bistrot
- Gilbert Bouchard : Jean-Paul Feuillebois
- Olivier Bouana : M. Boisrond
- Véronique Kapoyan : Mme Sennac
- Evelyne Cervera : l'employée des services sociaux
- Alain Blazquez : M. Sennac
- Dany Benedito : la boulangère
- Stéphane Margot : le père énervé
- Nicolas Sumien : le gardien de l'immeuble de Fontaine
- Adélaïde Darasse : l'hôtesse d'accueil de l'EHPAD
- Nino Cornillac : le petit garçon à la trottinette
- Alice Cornillac : l'assistante de M. Boisrond

## Production
En raison de la crise sanitaire due à la pandémie de Covid-19, la sortie du film fut retardée de deux ans. Entre-temps, Clovis Cornillac et Alice Pol ont rejoué ensemble dans Si on chantait de Fabrice Maruca dont le tournage s'est déroulé durant l'été 2020.

### Tournage
Le tournage se déroule à l'été 2019, principalement à Lyon (dont les quartiers de la Confluence et du Vieux Lyon) et sa métropole (Bron, La Mulatière, Sainte-Foy-lès-Lyon, ainsi qu'en studio à Villeurbanne). Des scènes ont aussi été tournées en Haute-Savoie, notamment à Sixt-Fer-à-Cheval.

## Accueil

### Box-office
Le premier jour de son exploitation en France, le film réalise 19 326 entrées, dont 10 420 en avant-première, pour 461 copies. Au bout d'une semaine d'exploitation, C'est magnifique ! réalise 90 935 entrées, se positionnant en 3e place du box-office derrière Top Gun: Maverick (1 188 176) et Doctor Strange (198 576). Deux semaines plus tard, avant de quitter le top 10 du box-office, le film descend à la 7e place pour 149 950 entrées cumulées.

## Distinctions

### Sélections
- Label Festival de l'Alpe d'Huez 2021 (édition annulée)[3],[7]
- Festival du film francophone d'Angoulême 2021[1]